# いさぶろう・しんぺい
いさぶろうおよびしんぺいは、かつて九州旅客鉄道（JR九州）が熊本駅・人吉駅 - 吉松駅間を、鹿児島本線・肥薩線経由で運行していた臨時特別急行列車・普通列車である。
両列車を総称して「いさぶろう・しんぺい」と表記されることが多く、使用車両の愛称としてはこの表記が採用されていた。

## 概要
「いさぶろう」「しんぺい」は、1996年（平成8年）3月16日に当時人吉駅 - 吉松駅間に4往復運行されていた普通列車のうち、1往復についてキハ31を簡易お座敷化した専用車両を用いて、固有の列車名を付ける形で運行を開始した。下り（人吉発吉松行き）は「いさぶろう」、上り（吉松発人吉行き）は「しんぺい」と別々の列車名で運行されていた。この区間は日本三大車窓の一つに数えられる矢岳越えをはじめとして車窓の良さに定評があり、名所では一時停車したり徐行運転を行うなど、当初から観光列車としての性格が強い列車であった。
2004年（平成16年）に九州新幹線鹿児島ルートが部分開業すると、新たに専用車両を投入したこともあって人気が高まり、当初は1往復、1両編成での運行だったが、令和2年7月豪雨により八代駅 - 吉松駅間が不通となるまで2往復、2両または3両編成での運行となっていた。2016年（平成28年）3月26日のダイヤ改正では1往復が熊本駅発着に延長され、2017年（平成29年）3月4日のダイヤ改正では熊本駅 - 人吉駅間が特急列車に格上げされた。
2024年（令和6年）4月26日から博多駅 - 別府駅間を久大本線経由で運行を開始した新たなD&S列車「かんぱち・いちろく」への改造に伴い、2023年（令和5年）10月4日の団体臨時列車を最後に運行を終了した。

### 列車名の由来
愛称の由来は、「いさぶろう」が人吉駅 - 吉松駅間が建設された当時の逓信大臣であった山縣伊三郎、「しんぺい」が同区間開業当時の鉄道院総裁であった後藤新平で、矢岳第一トンネルの矢岳方入口に山縣の「天険若夷」、吉松方に後藤の「引重致遠」の扁額が残ることにちなむものである。それぞれ、揮毫者の名を冠する列車が揮毫した扁額に向かって走る形となっていた。

## 運行概況
2020年の豪雨前の時点で熊本駅 - 吉松駅間1往復（1・4号）、人吉駅 - 吉松駅間1往復（2・3号）の計2往復が運行され、下り（熊本・人吉発）が「いさぶろう」、上り（吉松発）が「しんぺい」の列車名となっていた。種別は1・4号の熊本駅 - 人吉駅間が特急列車、その他は普通列車で、熊本駅 - 人吉駅間では「かわせみ やませみ」3往復と合わせて4往復の特急列車が設定されていた。「いさぶろう・しんぺい」「かわせみ やませみ」とも「D&S列車」に位置付けられているが、熊本駅 - 人吉駅間では2016年3月25日まで運行されていた特急「九州横断特急」「くまがわ」の後継としての役割も担っていた。なお、2016年3月26日から2017年3月3日までは熊本駅 - 人吉駅間も種別上は普通列車であったが、快速運転を行うためこの区間の駅では快速列車と案内されていた。それ以前は熊本～八代間は上下とも客扱いなしの回送列車として運転され、八代～人吉間では送り込み・返却を兼ねて肥薩線の定期普通列車（全車自由席）として1往復運行されていた。
吉松駅では特急「はやとの風」との接続が考慮されたダイヤを組んでいた。人吉駅発着の1往復は、熊本駅 - 人吉駅間の「かわせみ やませみ3・4号」と接続しており熊本・吉松間の観光列車は2往復であった。
当初は1両編成であったが、2004年10月9日から通年2両編成となり同時に車内販売も開始された。運行開始当初からワンマン運転を行っていたが、車内販売が開始されてからは客室乗務員が車内改札を行っていた。週末などに3両に増結される場合は車掌が乗務していた。
観光列車の性質から、真幸駅 - 矢岳駅間の日本三大車窓付近では徐行・停車を行った後に観光案内を行っていたほか、途中駅（大畑駅・矢岳駅・真幸駅）では観光目的のための長時間停車を行っていた。
前述の豪雨災害で八代ー吉松間が不通となった際には土曜・休日・夏冬休み期間中に門司港ー博多間でいさぶろう91号、しんぺい92号を特別運行し（詳細はかわせみ・やませみ いさぶろう・しんぺいを参照）、その後は不定期で九州各地の各種団体列車に使用される状況が続いていた。
2024年4月26日から運行を開始した「かんぱち・いちろく」への改造に伴い、2023年10月4日の団体臨時列車を最後に運行を終了した。定期列車としては2020年7月3日が事実上の最終運行日となった。

### 停車駅
熊本駅 - 新八代駅 - 八代駅 - 坂本駅 - 一勝地駅 - 渡駅 - 人吉駅 - 大畑駅 - 矢岳駅 - 真幸駅 - 吉松駅
大畑駅・矢岳駅・真幸駅ではいずれも数分間の停車時間があり、駅の施設を見学したり、ボランティアがいたり売店が営業している場合は地元の特産品などを購入することが可能であった。また駅間の眺めの良い所で停車し、客室乗務員による案内が行われた。

### 使用車両
熊本車両センターに所属しているキハ140 2125・キハ47 9082・キハ47 8159の3両が専用車両として用いられていたが、キハ140 2125は「ふたつ星4047」に改造されたため、運行終了時点での専用車両はキハ47 9082・キハ47 8159の2両であった。普通列車用の車両を「いさぶろう・しんぺい」仕様に改造したもので、キハ140 2125は両運転台、キハ47 9082、キハ47 8159は片運転台であった。
外板は古代漆色（深赤。九州新幹線800系の帯と同色）に塗装され、内装は難燃木材を使用した固定式クロスシート中心で、後述の自由席区画のみロングシートとし、各車両の中央部には共用スペースとして展望スペースを設置してい小型のベンチが壁面に設置されていた。ただし、キハ140 2125のみはやとの風同様に、窓ガラスを拡大化され、キハ47 9082、キハ47 8159は、二段窓のままとなっていた。また、車端部壁面に運転台展望のモニターも設置せれており、車窓解説のVTRの放映も可能であった。
運行開始当初は転換クロスシートをボックス状に固定した座面を畳敷とした簡易お座敷に改造したキハ31形気動車の1〜2両編成で運行されていた。2004年3月13日に車両が変更された際、当初はキハ140 2125の1両のみが専用車両であったが、週末などに一般型車両を増結して2両編成で運行することが常態化していたため、キハ47 9082を追加改造の上で同年10月9日より通年2両運行となった。2009年にはさらにキハ47 8159も「いさぶろう・しんぺい」仕様に改造され、週末などに3両での運行を行っていた。
全車とも普通車で、2号車に7席自由席（代走時は1号車に6席）が設けられていた以外は全席とも座席指定席であったため、JR九州の公式サイトには「事前に指定券を購入することをおすすめします」と記載されていた。
なお、キハ140 2125は「かわせみ やませみ」の予備車としても使用された。この為、かわせみやませみの柄に準じた天井化粧板と座席モケット交換が施されていた。
なお、キハ140 2125・キハ47 9082・キハ47 8159の専用車両が2両同時に検査に出ている場合は、キハ147もしくはキハ47の一般車を連結もしくは、増結して運転された。

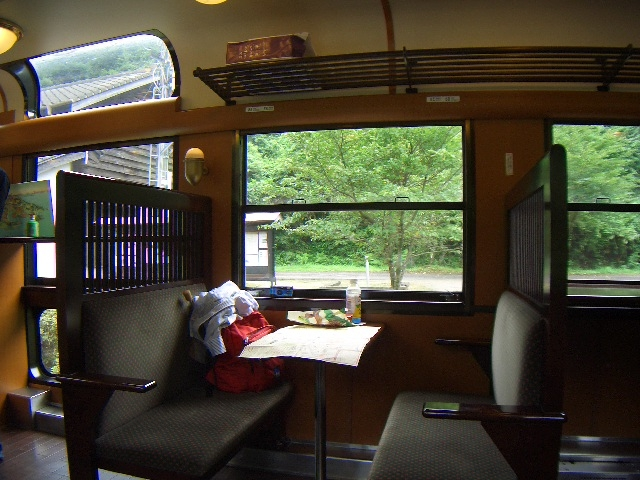
車内
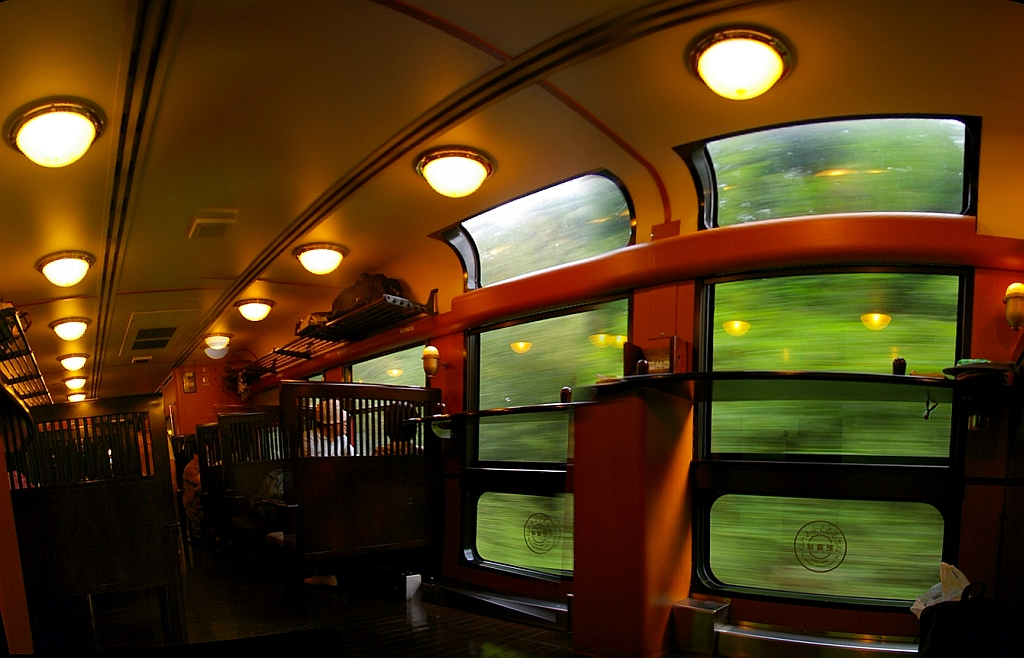
車体中央部の展望スペース（キハ140形）
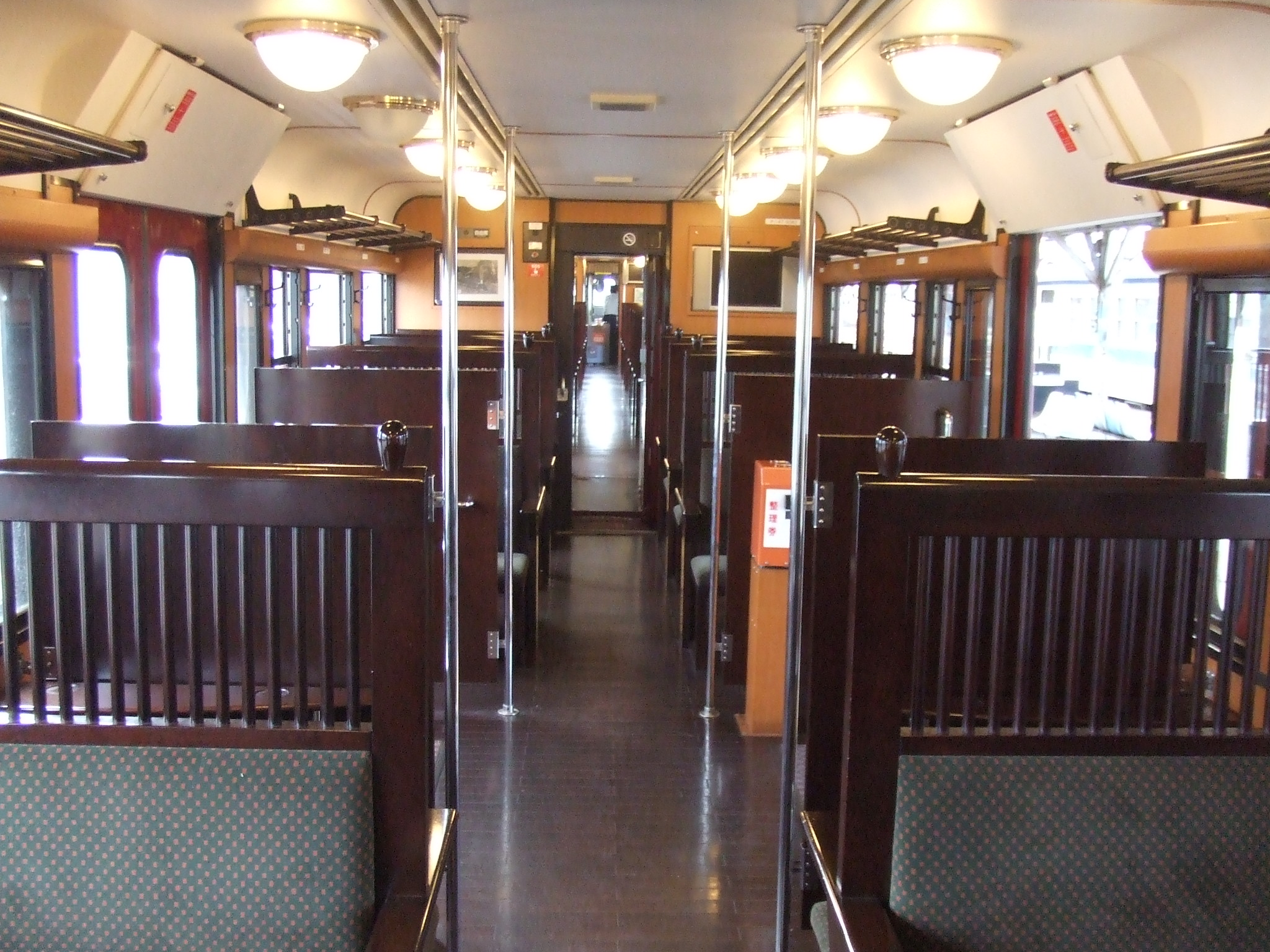
車内の様子（2007年8月）
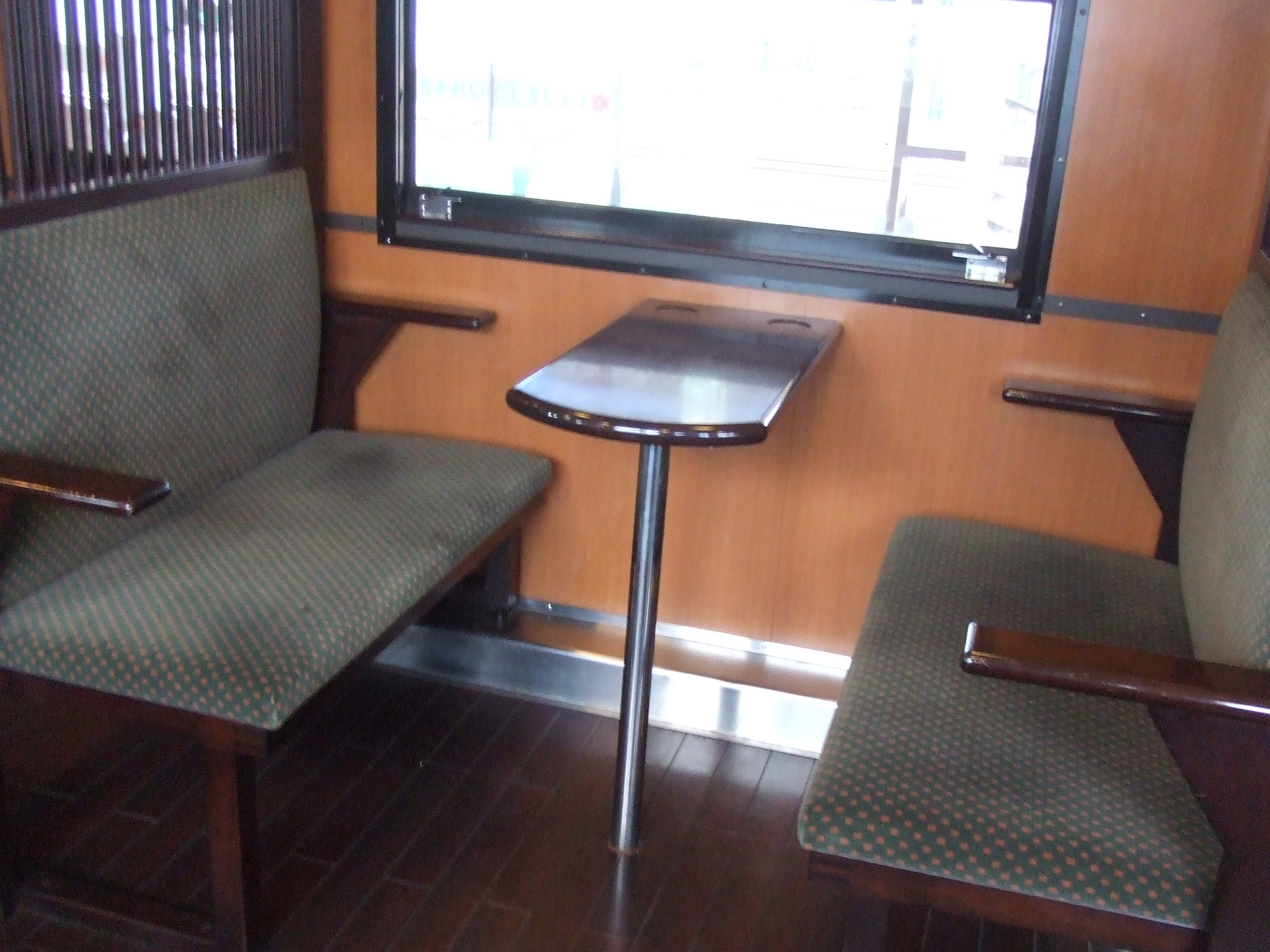
シートと机（2007年8月）
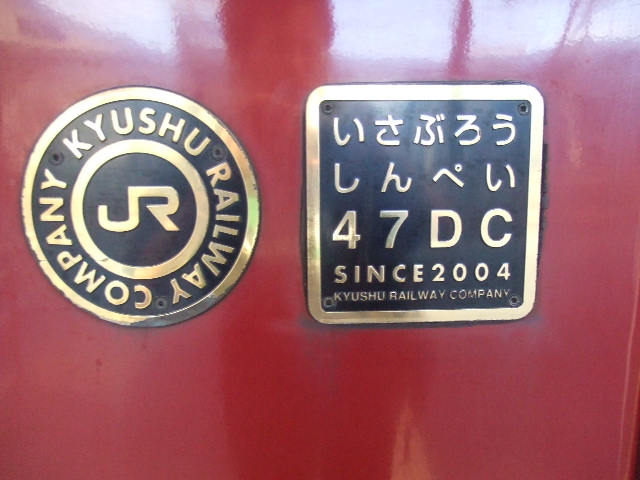
出入口の銘板（2007年8月）
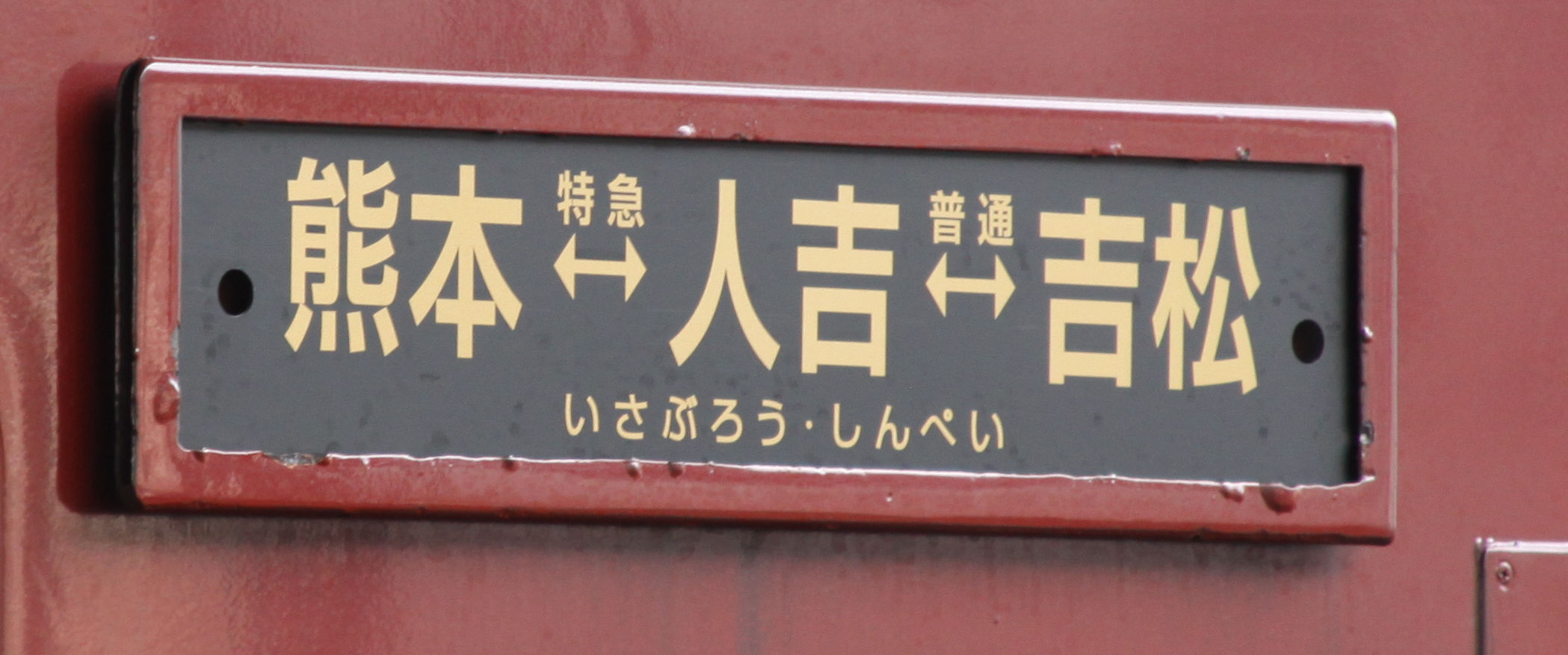
サボ（2017年3月改正・一部特急化後）

## 沿革
- 1996年（平成8年）3月16日：人吉駅 - 吉松駅間の普通列車のうち1往復に「いさぶろう」「しんぺい」の列車名を付け運転開始。この時点では号数の設定はなし。
- 2004年（平成16年）
  - 3月13日：九州新幹線鹿児島ルート部分開業に伴うダイヤ改正により、以下のように変更する。
    1. 車両をキハ31形気動車からキハ140形気動車に変更。
    2. 定期列車の「いさぶろう」「しんぺい」の前に、毎日運転の臨時列車として「いさぶろう101号」「しんぺい102号」を設定。

  - 10月9日 キハ47形気動車1両を改造し、通年2両編成となる[9]。同時に車内販売の営業を開始。
- 2005年（平成17年）3月1日：「いさぶろう101号」「しんぺい102号」を定期列車とする。これにより「いさぶろう101号」は「いさぶろう1号」、「しんぺい102号」は「しんぺい2号」、従来の号数設定なしの列車は「いさぶろう3号」「しんぺい4号」となる。
- 2009年（平成21年）7月18日：キハ47形気動車1両を改造し、「SL人吉」運転日を中心に3両運転を開始。
- 2016年（平成28年）3月26日：「いさぶろう1号」「しんぺい4号」を熊本駅発着に延長[1]。
- 2017年（平成29年）3月4日：観光特急「かわせみ やませみ」新設に伴い「いさぶろう1号」「しんぺい4号」の熊本駅 - 人吉駅間を特急列車として運転[2]。
- 2020年（令和2年）
  - 5月2日 - 5月6日：新型コロナウイルス感染症対策として、JR九州管内の特急列車全便運休の方針により、期間中の「いさぶろう・しんぺい」を全便運休[14][15]。人吉 - 吉松間で「いさぶろう・しんぺい」と同時刻の臨時普通列車を運転。
  - 7月4日 - 令和2年7月豪雨により肥薩線八代駅 - 吉松駅間が不通となったため、当面の間運休となる[注 5]。
  - 8月8日：肥薩線応援企画として、門司港駅 - 博多駅間で1往復運転開始（土曜・休日、長期休み期間中に運転、全区間で「かわせみ やませみ」と併結）。当初は11月29日までの運転予定だったが、一旦2021年2月までの予定で延長された後、2021年6月以降も期間の延長が常態化される。[16][17]（詳細はかわせみ やませみ いさぶろう・しんぺいを参照）。
- 2021年（令和3年）11月26日：使用車両のうち1両がはやとの風2両と共に「ふたつ星4047」に改造されることが発表される[18]。
- 2023年（令和5年）
  - 9月4日：2024年4月26日から博多駅 - 別府駅（久大本線経由）で運行を開始する新たな観光列車「かんぱち・いちろく」への改造に伴い[3][5][6][7]、2023年10月4日の小倉総合車両センターへの入場を兼ねた団体臨時列車を最後に運行を終了すると発表[4][8]。
  - 10月4日：「かんぱち・いちろく」への改造に伴い、運行を終了[8]。定期列車としては2020年7月3日が事実上の最終運行日となった[19][10]。